# Herta Anitas
Herta Anitas, född den 18 augusti 1962, är en rumänsk roddare.
Hon tog OS-silver i fyra utan styrman i samband med de olympiska roddtävlingarna 1988 i Seoul.